# 24 uur van Le Mans 1939

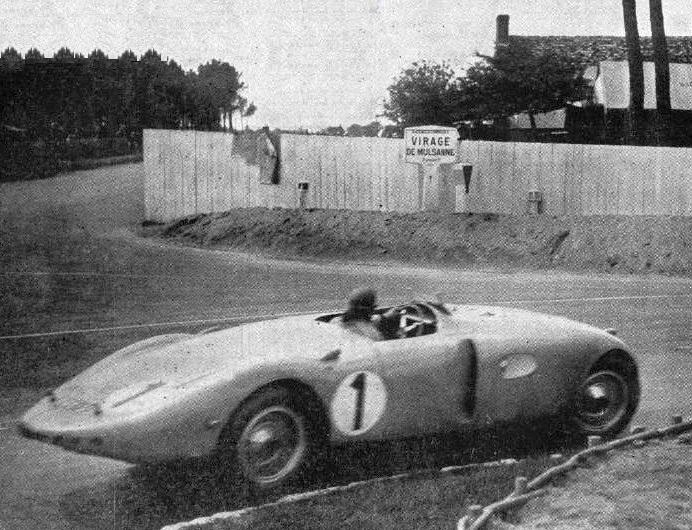
De winnende auto: de Bugatti Type 57C Tank #1.

De 24 uur van Le Mans 1939 was de 16e editie van deze endurancerace. De race werd verreden op 17 en 18 juni 1939 op het Circuit de la Sarthe nabij Le Mans, Frankrijk. Het was de laatste keer dat de race werd georganiseerd voordat de Tweede Wereldoorlog uitbrak.
De race werd gewonnen door de Jean-Pierre Wimille #1 van Jean-Pierre Wimille en Pierre Veyron. Wimille behaalde zijn tweede Le Mans-overwinning, terwijl Veyron zijn enige zege behaalde. De 3.0-klasse werd gewonnen door de Ecurie Walter Watney #21 van Louis Gérard en Georges Monneret. De 5.0-klasse werd gewonnen door de Lagonda Ltd. #5 van Arthur Dobson en Charles Brackenbury. De 2.0-klasse werd gewonnen door de BMW #26 van Max zu Schaumburg-Lippe en Fritz Hans Wenscher. De 1.1-klasse werd gewonnen door de Gordini #39 van Amédée Gordini en José Scaron. De 1.5-klasse werd gewonnen door de Ecurie Lapin Blanc #32 van Peter Clark en Marcus Chambers. De 750-klasse werd gewonnen door de Gordini #48 van Adrien Alin en Albert Alin.

## Race
Winnaars in hun klasse zijn vetgedrukt.
| Pos. | Klasse | No. | Team                       | Coureurs                                        | Chassis                                      | Motor                        | Ronden |
| ---- | ------ | --- | -------------------------- | ----------------------------------------------- | -------------------------------------------- | ---------------------------- | ------ |
| 1    | 8.0    | 1   | Jean-Pierre Wimille        | Jean-Pierre Wimille Pierre Veyron               | Bugatti Type 57C Tank                        | Bugatti 3.3L Supercharged I8 | 249    |
| 2    | 3.0    | 21  | Ecurie Walter Watney       | Louis Gérard Georges Monneret                   | Delage D6-3L                                 | Delage 3.0L I6               | 245    |
| 3    | 5.0    | 5   | Lagonda Ltd.               | Arthur Dobson Charles Brackenbury               | Lagonda V12                                  | Lagonda 4.5L V12             | 239    |
| 4    | 5.0    | 6   | Lord Selsdon               | Peter Mitchell-Thomson Lord William Waleran     | Lagonda V12                                  | Lagonda 4.5L V12             | 239    |
| 5    | 2.0    | 26  | BMW                        | Max zu Schaumburg-Lippe Fritz Hans Wenscher     | BMW 328 Touring Coupe                        | BMW 2.0L I6                  | 236    |
| 6    | 5.0    | 12  | Louis Villeneuve           | Louis Villeneuve René Biolay                    | Delahaye 135CS                               | Delahaye 3.6L I6             | 235    |
| 7    | 2.0    | 27  | BMW                        | Ralph Röese Paul Heinemann                      | BMW 328                                      | BMW 2.0L I6                  | 230    |
| 8    | 5.0    | 20  | Count Heyden               | R.R.C. Rob Walker Ian Connell                   | Delahaye 135CS                               | Delahaye 3.6L I6             | 224    |
| 9    | 2.0    | 28  | BMW                        | Willi Breim Rudolf Scholtz                      | BMW 328                                      | BMW 2.0L I6                  | 220    |
| 10   | 1.1    | 39  | Gordini                    | Amédée Gordini José Scaron                      | Simca Huit                                   | Fiat 1.1L I4                 | 213    |
| 11   | 5.0    | 14  | Joseph Chotard             | Joseph Chotard Jacques Seylair                  | Delahaye 135CS                               | Delahaye 3.6L I6             | 202    |
| 12   | 2.0    | 29  | Robert Peverell Hichens    | Robert Peverell Hichens Mortimer Morris-Goodall | Aston Martin Speed Model                     | Aston Martin 2.0L I4         | 199    |
| 13   | 1.1    | 41  | Gordini                    | Guy Lapchin Charles Plantivaux                  | Simca Huit                                   | Fiat 1.1L I4                 | 195    |
| 14   | 1.5    | 32  | Ecurie Lapin Blanc         | Peter Clark Marcus Chambers                     | HRG 1500                                     | Singer 1.5L I4               | 192    |
| 15   | 1.1    | 37  | Mrs. Majorie Fawcett       | Geoffrey White C.M. Anthony                     | Morgan 4/4                                   | Coventry Climax 1.1L I4      | 184    |
| 16   | 1.5    | 34  | Just-Emile Vernet          | Just-Emile Vernet Carl de Bodard                | Riley Sprite TT Pourtout                     | Riley 1.5L I4                | 180    |
| 17   | 1.1    | 38  | Victor Camerano            | Victor Camerano Henri Louveau                   | Simca Huit                                   | Fiat 1.1L I4                 | 163    |
| 18   | 1.1    | 45  | Arthur W. Jones            | Arthur W. Jones Gordon Wilkins                  | Singer Le Mans Replica                       | Singer 1.0L I4               | 154    |
| 19   | 750    | 48  | Gordini                    | Adrien Alin Albert Alin                         | Simca Cinq                                   | Fiat 0.6L I4                 | 148    |
| 20   | 750    | 49  | Gordini                    | Maurice Aimé Albert Leduc                       | Simca Cinq                                   | Fiat 0.6L I4                 | 147    |
| DNF  | 3.0    | 25  | Raymond Sommer             | Raymond Sommer Birabongse Bhanubandh            | Alfa Romeo 6C 2500SS                         | Alfa Romeo 2.4L I6           | 173    |
| DNF  | 5.0    | 18  | Ecuria Francia             | Marcel Contet Robert Brunet                     | Delahaye 135CS                               | Delahaye 3.6L I6             | 171    |
| DNF  | 1.5    | 31  | Victor Polledry            | Victor Polledry R. Robert                       | Aston Martin 1½ Ulster                       | Aston Martin 1.5L I4         | 155    |
| DNF  | 5.0    | 3   | Luigi Chinetti             | Luigi Chinetti Donald Mathieson                 | Talbot T26                                   | Talbot 4.5L I6               | 154    |
| DNF  | 3.0    | 22  | Ecurie Walter Watney       | Armand Hug Roger Loyer                          | Delage D6-3L                                 | Delage 3.0L I6               | 152    |
| DNF  | 5.0    | 15  | Robert Mazaud              | Robert Mazaud Marcel Mongin                     | Delahaye 135CS                               | Delahaye 3.6L I6             | 115    |
| DNF  | 1.1    | 44  | Archie Scott               | Archie Scott Tommy Wisdom                       | Singer Nine Le Mans Replica                  | Singer 1.0L I4               | 105    |
| DNF  | 5.0    | 9   | Luigi Chinetti             | René le Begue Pierre Levegh                     | Talbot-Lago SS                               | Talbot 4.0L I6               | 102    |
| DNF  | 5.0    | 19  | Ecurie Francia             | Eugène Chaboud Yves Giraud-Cabantous            | Delahaye 135CS                               | Delahaye 3.6L I6             | 99     |
| DNF  | 5.0    | 8   | T.A.S.O. Mathieson         | Philippe de Massa Norbert-Jean Mahé             | Talbot 150SS Figoni                          | Talbot 4.0L I6               | 88     |
| DNF  | 5.0    | 7   | Luigi Chinetti             | André Morel Jim Bradley                         | Talbot T26                                   | Talbot 4.5L I6               | 88     |
| DNF  | 5.0    | 10  | Jean Trémoulet             | Jean Trémoulet Raoul Forestier                  | Talbot-Lago SS                               | Talbot 4.0L i6               | 68     |
| DNF  | 1.1    | 36  | Miles Collier              | Miles Collier Lewis Welch                       | MG PA Midget                                 | MG 0.8L I4                   | 63     |
| DNF  | 5.0    | 16  | Ecurie Francia             | Joseph Paul Jean Trévoux                        | Delahaye 135CS                               | Delahaye 3.6L I6             | 62     |
| DNF  | 5.0    | 11  | André Bellecroix           | André Bellecroix Gaston Serraud                 | Delahaye 135CS                               | Delahaye 3.6L I6             | 50     |
| DNF  | 1.1    | 43  | Just-Emile Vernet          | Robert Cayeux Gaston Tramar                     | Simca Huit                                   | Fiat 1.1L I4                 | 50     |
| DNF  | 5.0    | 4   | Luigi Chinetti             | Pierre Louis-Dreyfus Antoine Schumann           | Talbot T26                                   | Talbot 4.5L I6               | 45     |
| DNF  | 1.1    | 47  | Claude Bonneau             | Claude Bonneau Max Mathieu                      | MG PB Midget                                 | MG 1.0L I4                   | 40     |
| DNF  | 1.1    | 40  | Gordini                    | Jean Breillet Albert Debille                    | Simca Huit                                   | Fiat 1.1L I4                 | 29     |
| DNF  | 1.1    | 42  | Mme Anne-Cécile Rose-Itier | Anne-Cécile Rose-Itier Suzanne Largeot          | Simca Huit                                   | Fiat 1.1L I4                 | 26     |
| DNF  | 1.5    | 30  | Adler                      | Otto Löhr Paul von Guilleaume                   | Adler Trumpf                                 | Adler 1.5L I4                | 6      |
| DNF  | 1.1    | 46  | Jacques Savoye             | Jacques Savoye Pierre Savoye                    | Singer Nine Le Mans Replica "Savoye Special" | Singer 1.0L I4               | 4      |
| DNS  | 1.5    |     | Adler                      | Fritz Huschke von Hanstein Karkmann             | Adler Trumpf                                 | Adler 1.5L I4                | 0      |

1923 · 1924 · 1925 · 1926 · 1927 · 1928 · 1929 · 1930 · 1931 · 1932 · 1933 · 1934 · 1935 · 1936 · 1937 · 1938 · 1939 · 1940 - 1948 · 1949 · 1950 · 1951 · 1952 · 1953 · 1954 · 1955 (Ramp) · 1956 · 1957 · 1958 · 1959 · 1960 · 1961 · 1962 · 1963 · 1964 · 1965 · 1966 · 1967 · 1968 · 1969 · 1970 · 1971 · 1972 · 1973 · 1974 · 1975 · 1976 · 1977 · 1978 · 1979 · 1980 · 1981 · 1982 · 1983 · 1984 · 1985 · 1986 · 1987 · 1988 · 1989 · 1990 · 1991 · 1992 · 1993 · 1994 · 1995 · 1996 · 1997 · 1998 · 1999 · 2000 · 2001 · 2002 · 2003 · 2004 · 2005 · 2006 · 2007 · 2008 · 2009 · 2010 · 2011 · 2012 · 2013 · 2014 · 2015 · 2016 · 2017 · 2018 · 2019 · 2020 · 2021 · 2022 · 2023 · 2024